# 糟嶺神社
糟嶺神社（かすみねじんじゃ）は、東京都調布市の神社。國領神社を本務とする宮司が兼務している。

## 歴史
創建年代は不明である。「糟嶺大神」という農業の神を祭神としている。当社の所在地は「入間町」であるが、かつての字は「陵山（みささぎやま）」であり、現在は古墳の上に位置している。元々は古墳の下に建てられていたという。
1873年（明治6年）、近代社格制度に基づく「村社」に列せられた。

## 境内社
- 稲荷神社（2社）
- 天神社

## 交通アクセス
- つつじヶ丘駅より徒歩17分。